# Верхня Річка (округ Гамбії)
Верхня Річка (англ. Upper River) — округ у центральній частині Гамбії. Адміністративний центр — місто Басса-Санта-Су. Площа — 2 070 км² , населення — 198 773 особи (2010 рік). На заході межує з округом Центральна Річка, на півночі, сході та півдні з Сенегалом. Через всю територію округу зі сходу на захід протікає річка Гамбія.

## Адміністративний поділ
Адміністративно округ поділяється на 4 райони:
- Східний Фулладу
- Кантора
- Санду
- Вулі

| Гамбія | Це незавершена стаття з географії Гамбії. Ви можете допомогти проєкту, виправивши або дописавши її. |